# 水落山駅
水落山駅（スラッサンえき）は大韓民国ソウル特別市蘆原区上渓1洞にある、ソウル交通公社7号線の駅である。駅番号は711。
毎週平日の朝に当駅止まりの列車が設定されている。

## 駅構造

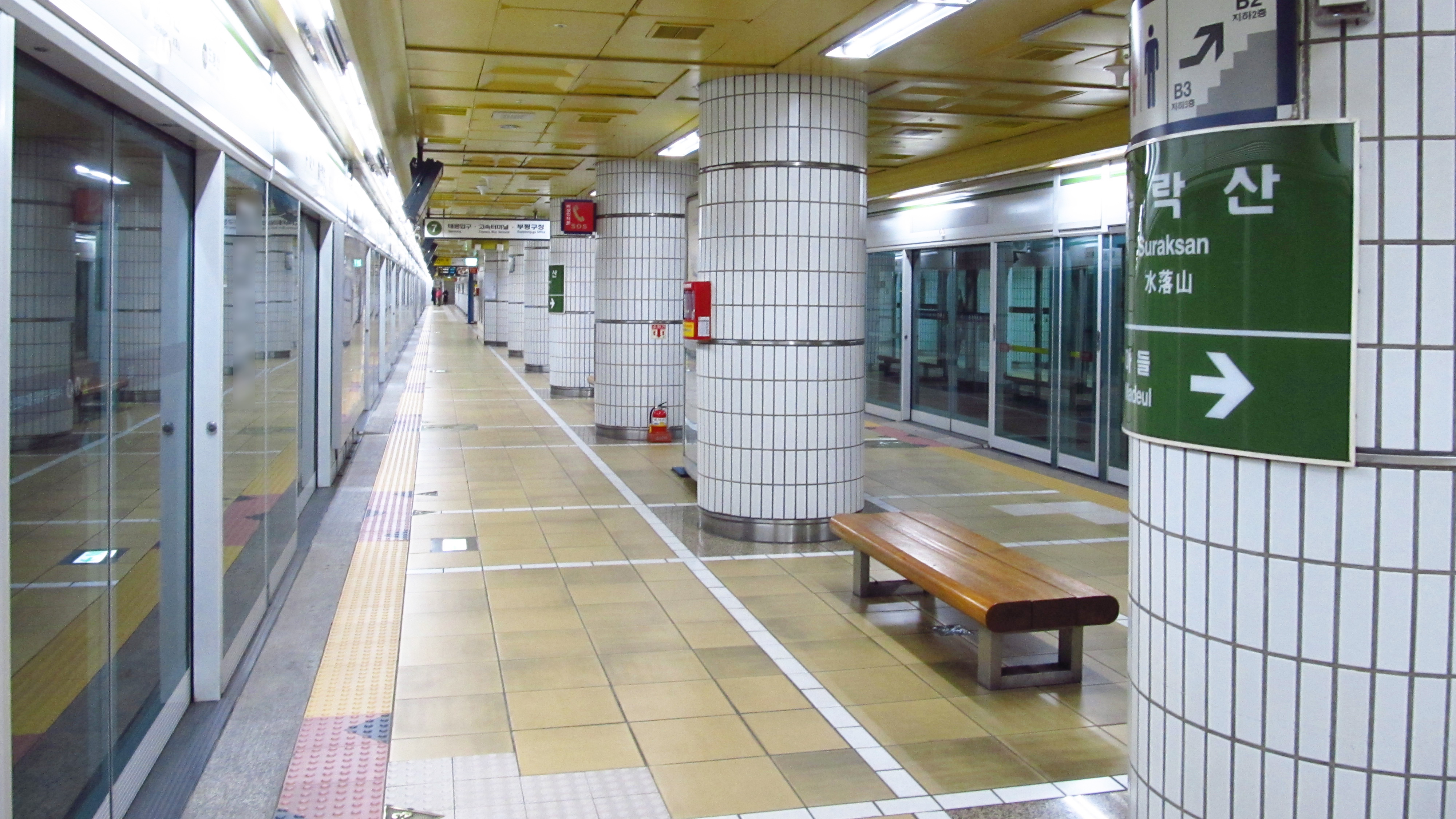
ホーム（2018年11月22日）

島式ホーム2面3線を有する地下駅で、フルスクリーンタイプのホームドアが設置されている。上り列車は中線を使用しているので、事実上東側の島式ホームで営業している。改札階に通じる階段はホーム両端にある。
改札口は2ヶ所あり、化粧室は改札外に1ヶ所ある。出入口は1番から6番までの合計6ヶ所ある。

### のりば
- のりばの番号は存在しない。

| 東側 | 7号線（下り） | 上鳳・高速ターミナル・大林・温水方面 |
| 中線 | 7号線（上り） | 道峰山・長岩方面                     |
| 西側 | 7号線         | 未使用                               |

## 利用状況
近年の一日平均利用人員推移は下記のとおり。
| 路線  | 路線     | 2000年 | 2001年 | 2002年 | 2003年 | 2004年 | 2005年 | 2006年 | 2007年 | 2008年 | 2009年 | 出典  |
| ----- | -------- | ------ | ------ | ------ | ------ | ------ | ------ | ------ | ------ | ------ | ------ | ----- |
| 7号線 | 乗車人員 | 9,631  | 11,801 | 12,957 | 14,459 | 16,354 | 17,204 | 17,165 | 16,290 | 15,754 | 15,465 | [ 2 ] |
| 7号線 | 降車人員 | 8,524  | 10,544 | 11,330 | 12,734 | 14,565 | 15,719 | 15,630 | 14,811 | 14,600 | 14,381 | [ 2 ] |
| 7号線 | 乗降人員 | 18,155 | 22,345 | 24,286 | 27,193 | 30,919 | 32,924 | 32,795 | 31,101 | 30,354 | 29,846 | [ 2 ] |
| 路線  | 路線     | 2010年 | 2011年 | 2012年 | 2013年 | 2014年 | 2015年 | 2016年 | 2017年 |        |        | [ 2 ] |
| 7号線 | 乗車人員 | 15,643 | 15,727 | 15,585 | 15,696 | 15,613 | 15,155 | 14,639 | 14,312 |        |        | [ 2 ] |
| 7号線 | 降車人員 | 14,956 | 15,078 | 15,007 | 15,099 | 15,051 | 14,589 | 14,088 | 13,757 |        |        | [ 2 ] |
| 7号線 | 乗降人員 | 30,599 | 30,806 | 30,593 | 30,795 | 30,664 | 29,744 | 28,727 | 28,069 |        |        | [ 2 ] |

## 駅周辺
- ミジュ・トンバンアパート
- 水落山遊園地
- ウンピッアパート3団地
- 極東アパート
- 極東ノルプルンアパート
- テマンアパート
- 蘆原中学校
- 上渓1洞郵便局
- 蘆原初等学校
- 現代アパート1・2・3次
- 蘆一初等学校
- 蘆一中学校
- 上渓住公14団地
- 斗山アパート
- 北部総合社会福祉館
- 上渓1洞住民センター
- 上渓1治安センター
- 水落山郵便局
- 水落初等学校
- ウンピッ1・2団地
- ハイベラス
- 水落リバーシティ
- 水落山自然公園

## 歴史
- 1996年10月11日 - 開業。
- 2009年7月17日 - 水落山終着列車を廃止。
- 2018年 - 毎週平日の朝に水落山終着列車が1本のみ設定される。

## 隣の駅
ソウル交通公社
 7号線
道峰山駅 (710) - 水落山駅 (711) - マドゥル駅 (712)